# Byash
Byash (nep. ब्याँस) – gaun wikas samiti w zachodniej części Nepalu w strefie Mahakali w dystrykcie Darchula. Według nepalskiego spisu powszechnego z 2001 roku liczył on 149 gospodarstw domowych i 653 mieszkańców (327 kobiet i 326 mężczyzn).